# Niebenzodiazepiny
Niebenzodiazepiny (NBDZ) - trzy niezwiązane grupy leków o mechanizmie działania i psychoaktywnych efektach podobnych do benzodiazepin.
- Imidazopirydyny
  - zolpidem (Stilnox, Zolsana)
  - alpidem

- Pirazolopirymidyny
  - zaleplon (Sonata)
  - indiplon

- Cyklopirolony
  - zopiklon (Imovane)
  - pagoklon

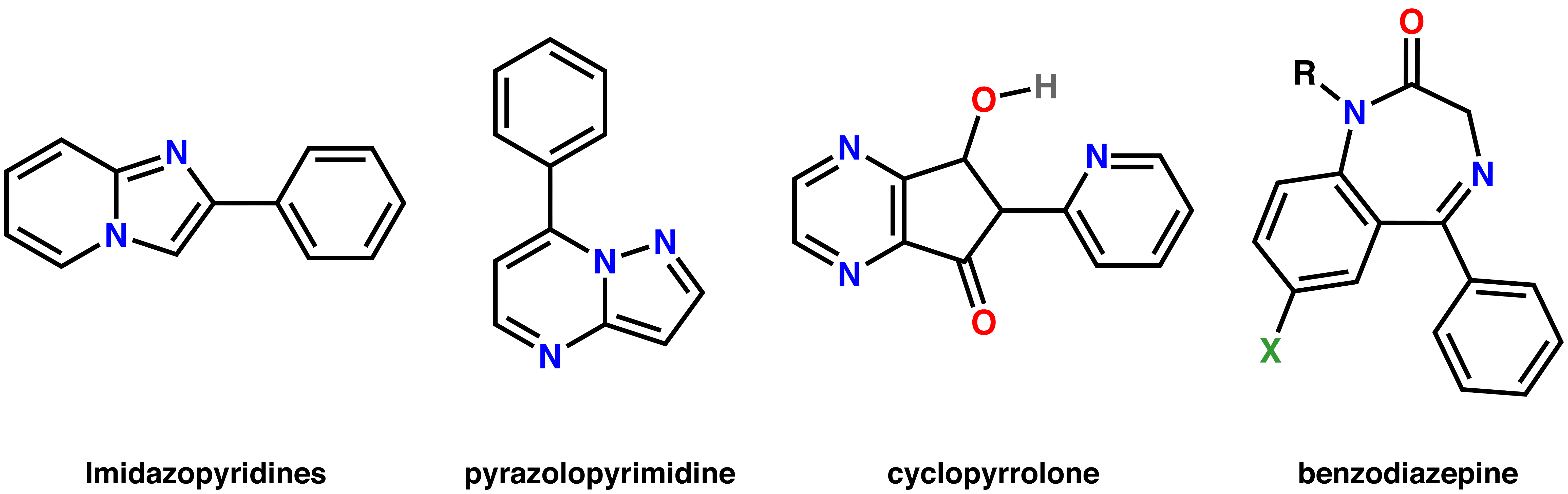
Szkielety strukturalne niebenzodiazepin oraz benzodiazepiny

Podczas ich opracowywania i testów wiązano duże nadzieje z tym, że będą miały mniej skutków ubocznych, a w szczególności będą miały mniejszy potencjał uzależniający od benzodiazepin. Od czasu ich wprowadzenia pojawia się coraz więcej wyników badań klinicznych wskazujących na to, że wzrost tolerancji, potencjał uzależniający i spowodowane tym zwiększanie dawek mają efekty tak samo dewastujące jak uzależnienie od benzodiazepin.

Przeczytaj ostrzeżenie dotyczące informacji medycznych i pokrewnych zamieszczonych w Wikipedii.